# Port de Quilon
Le port de Kollam est un port maritime situé dans la ville de Kollam au Kerala, en Inde. C'est l'un des quatre ports de l'État dotés d'un point de contrôle d'immigration. Le port a été ouvert pour la première fois en AD825.
Située sur la côte sud-ouest de l’Inde, elle fut un port important du IXe au XVIIe siècle. Kollam était l'un des cinq ports indiens visités par Ibn Battûta,.

## Histoire
Kollam était considéré comme l'un des quatre premiers entrepôts du commerce maritime mondial vers le XIIIe siècle, avec Alexandrie et Le Caire en Égypte, la ville chinoise de Quanzhou et Malacca dans l'archipel malais.

## Disposition
Le quai du port de Kollam mesure 177 mètres de longueur et 12 mètres de largeur avec un tirant d'eau disponible de 6,5 mètres, grâce auquel les navires jusqu'à 15 000 DWT peuvent accoster directement. Le quai est protégé des vagues par un brise-lames côtier de 2 100 mètres et un brise-lames de 500 mètres sous le vent. La longueur du quai sera augmentée à 200 mètres à terme. En 2007, le port de Kollam a traité environ 500 000 tonnes de marchandises.